# Belianís de Grecia
Belianís de Grecia (spanisch für Belianís von Griechenland) ist ein spanischer Ritterroman von Jerónimo Fernández aus dem Jahre 1579. Er handelt von einem gleichnamigen Ritter im Stile der Sagen um den einflussreichen Amadis de Gaula. Bekannt wurde das Werk, da es zu den wenigen Büchern gehörte, die Don Quijote nach der Autodafé seiner Bibliothek bleiben.
Auch der englische Autor Samuel Johnson beschäftigte sich mit diesem Buch.

## Weiterführende Links
- Einführung in kastillianische Ritter-Romane (englisch)